# Amélie Munier-Romilly
Amélie Munier-Romilly, (Genève, 21 maart 1788 - aldaar, 12 februari 1875), geboren als Jeanne-Louise-Amélie Romilly was een Zwitserse kunstschilder. Zij was gehuwd met David François Munier, predikant en later professor in de theologie aan de universiteit van Genève. Het echtpaar kreeg vier kinderen.

## Biografie
Amélie Munier-Romilly werd geboren als dochter van horlogemaker Pierre-Paul Romilly en Suzanne Magnin. Als dertienjarige verloor ze haar vader en moest als verkoopster in een kleine winkel, op jonge leeftijd bijdragen aan het gezinsinkomen. Rond 1805 ging ze in de leer bij de portretschilder Firmin Massot, die haar de technieken van het werken met pastel en olieverf bijbracht. Massot moedigde haar uiteindelijk ook aan haar opleiding in Parijs te voltooien, terwijl ze daar werk zocht. Daar ontmoette ze François-Gédéon Reverdin door wie ze in contact kwam met kunstenaars als Horace Vernet en François Gérard. In het atelier van Massot schilderde zij bovendien een reeks portretten die in 1814 in de Parijse Salon werden tentoongesteld.
Terug in Genève begon ze les te geven aan jonge studenten en verwierf steeds meer faam met haar portretten. Bekende persoonlijkheden als Madame de Stael en de Franse acteur François-Joseph Talma stonden model voor haar. In 1815 werd Munier-Romilly verkozen tot erelid van de Société des Arts in Genève. In de daaropvolgende jaren exposeerde zij regelmatig in Genève, Bern, Parijs, Lyon en Londen. Ze kreeg de gouden medaille voor haar tentoonstelling in Bern in 1830.
Voor haar portretten gebruikte zij een grote verscheidenheid aan technieken, waaronder houtskool, pastel en olieverf, maar ook lithografie en aquarel. Vooral kinderportretten droegen in belangrijke mate bij tot haar bekendheid. Naast portretten, die een ideale bourgeoisie vol harmonie en gezinsgeluk toonden, beeldde zij ook taferelen uit waarin sociale ongelijkheden aan de kaak werden gesteld.
In de loop van haar carrière schilderde ze duizenden werken maar vele daarvan zijn niet bewaard gebleven. Zo zijn er bijvoorbeeld alleen al vijfduizend tekeningen van olieverfportretten en pastelportretten in schriften verdwenen. De overgebleven werken zijn nu voornamelijk in handen van particuliere verzamelaars in Genève. Het Musée d'Art et d'Histoire te Genève is in het bezit van tien schilderijen die kenmerkend zijn voor het werk van deze kunstenaar.

## Erkenning
In Genève is de straat Rue Munier-Romilly naar haar genoemd. Het is een van de weinige straten in de stad die een vrouwennaam draagt.